# Amagami
Amagami (japanisch アマガミ ‚zärtlicher Biss; Liebesbiss‘) ist der Titel einer Ren’ai-Simulation, ein japanisches Computerspiel, das von Enterbrain entwickelt und im Jahr 2009 publiziert wurde. Aufbauend auf dem Spiel entstand 2010 die Anime-Fernsehserie Amagami SS (アマガミSS) und 2012 die Fortsetzung Amagami SS+ plus (アマガミSS+ plus) sowie mehrere Adaptionen als Manga.

## Handlung
Vor zwei Jahren brach es Jun’ichi Tachibana (橘 純一, Tachibana Jun’ichi) das Herz, als seine damalige Liebe ihn bei einer Verabredung am Weihnachtsabend sitzen ließ. So scheute er seither den Umgang mit Mädchen und verbrachte stattdessen seine Freizeit in seinem kleinen Planetarium. Jedoch ist er nicht vollständig allein. Seine Schwester Miya Tachibana (橘 美也, Tachibana Miya) steht ihm zur Seite, obwohl sie ihren Bruder als Nii-nii bezeichnet und im Beisein anderer Mädchen ein starkes Gefühl von Eifersucht offenbart. In der Schule gesellt sich Jun’ichi zu seinen Freunden Kaoru Tanamachi (棚町 薫, Tanamachi Kaoru) und Masayoshi Umehara (梅原 正吉, Umehara Masayoshi). Dennoch ergibt sich für ihn die Gelegenheit, sich mit bestimmten Mädchen der Schule näher anzufreunden. Im Laufe der Zeit entwickeln sich daraus romantische Liebesbeziehungen, die vom jeweiligen Charakter der Mädchen geprägt sind.
Der Anime Amagami SS wurde dazu in kürzere, einige Folgen umfassende Kapitel gegliedert, die jeweils mit der gleichen Prämisse beginnen, sich anschließend aber unterschiedlich entwickeln und die Entwicklung der Beziehung zwischen Jun’ichi und einer der Schülerinnen begleiten.
Im ersten, vier Folgen umfassenden Kapitel trifft Jun’ichi auf das weibliche Schulidol Haruka Morishima (森島 はるか, Morishima Haruka) und es entwickelt sich eine provokante Beziehung, bei der Haruka ihm zunächst sein Angebot zu einem Date ausschlägt. Dennoch treffen beide wiederholt aufeinander, was Jun’ichi dazu bringt, über seine eigenen Grenzen hinauszuwachsen, um Haruka trotz ihrer vollkommen anderen Vorstellung von einem Partner von sich zu überzeugen. Dies gelingt ihm letztlich an Heiligabend, als er von Haruka zum Treffen ihrer Familie eingeladen wird, bei dem jedoch alle Gäste ausbleiben.
Ab der fünften Folge beginnt die Handlung des Animes von vorn, geht diesmal aber näher auf seine ihm seit längerer Zeit bekannte Klassenkameradin Kaoru Tanamachi ein. Obwohl er mit ihr schon so lange zusammen ist und sie diverse Späße mit ihm treibt, sind sie sich ihrer Liebe füreinander nie bewusst geworden, bis zu dem Moment, wo Kaoru aus Versehen Jun’ichi unglücklicherweise mit einem Schlag trifft. Sie bringt ihn auf die Krankenstation und verliebt sich in ihn, ohne sich ihrer Gefühle bewusst zu werden. Auf dem Heimweg berichtet sie ihm davon, in einem Lokal zu arbeiten. Als sich Jun’ichi die Gelegenheit nicht entgehen lässt, sie in ihrer Dienstbekleidung zu sehen, bemerken beide, dass sie Gefühle entwickelt haben, dennoch wollen es beide nicht wahrhaben. Dennoch gelingt es beiden, nach und nach die Hemmschwelle abzubauen, und so können sie sich an Heiligabend ihre Liebe gestehen.
Das dritte Kapitel beginnt mit der neunten Folge und ändert ein wenig die Erzählperspektive. So leitet ein Sprecher in die Geschehnisse ein und kommentiert sie, während Jun’ichi der ein Jahr jüngeren Sae Nakata (中多 紗江, Nakata Sae) begegnet. Sae, eine Mitschülerin seiner jüngeren Schwester, ist jedoch überaus ängstlich und traut sich nicht einmal, ihre Stimme zu erheben, weshalb sie überaus leise spricht. So bleibt ihr auch der Wunsch verwehrt, bei Kaoru im Café zu arbeiten, da sie nicht in der Lage wäre, die Bestellungen entgegenzunehmen. Sich dieser Situation bewusst, bietet er ihr an, sie auf das Einstellungsgespräch vorzubereiten und ihre Angst abzubauen. Dabei kommen sich beide zusehends näher, wobei Jun’ichi insbesondere den körperlichen Kontakt genießen kann und schließlich beide zueinanderfinden, als Sae sich darum bemüht die Beziehung fortzuführen, auch nachdem sie mit der Einstellung ihr Ziel erreicht hatte.
Wieder zu anfänglicher Erzählstruktur zurückfindend trifft Jun’ichi im vierten Abschnitt auf Ai Nanasaki (七咲 逢, Nanasaki Ai), die wie Sae eine Mitschülerin seiner jüngeren Schwester ist. Jedoch hinterlässt sie bei ihrem ersten Treffen einen sehr verbissenen Eindruck und bezeichnet ihn gar als Perversling. Davon auf eine ganz eigene Art beeindruckt versucht er mehr über sie in Erfahrung zu bringen. Dabei findet er heraus, dass Ai Mitglied im Schwimmclub der Schule ist und große Ambitionen hat. Zugleich wird Jun’ichi dabei auch von Ai entdeckt und beiden gelingt es ins Gespräch zu kommen. Dabei stellt sich Ai als weniger verbissen heraus, als er vermutet hätte. Im Gegenteil, sie ist sehr um ihren jungen Bruder besorgt, da sie ihm nicht mehr nahe komme. Zugleich erinnere sie aber Jun’ichi durch sein Verhalten an ein kleines Kind, weshalb sie ihn bezüglich ihres Bruders um Rat bittet. Dabei lernt sie sowohl ihren Bruder als auch ihn besser zu verstehen und steuert ziemlich direkt auf eine Beziehung zu. Dies ändert sich schlagartig, als sie erfahren muss, dass sie nicht zu den Wettkämpfen geschickt wird, weil aufgrund der vielen Ablenkung sich ihre Ergebnisse nicht gesteigert haben. Doch auch hier ist Jun’ichi zur Stelle und gibt ihr Halt, was ihn selbst erkennen lässt, dass er etwas für Ai empfindet. An Heiligabend führt Ai ihn zu einer abgelegenen heißen Quelle, die nur ihr bekannt ist und schließlich gestehen sich die beiden ihre Liebe zueinander.
Im fünften Abschnitt wird die Geschichte aus Sicht der leicht übergewichtigen Rihoko Sakurai (桜井 梨穂子, Sakurai Rihoko) erzählt, die schon seit langer Zeit in Jun’ichi verliebt ist. Jedoch wurde ihre Liebe von ihm nie erwidert. Als sie zu Beginn verschläft, noch etwas vergisst und zu spät zur Schule zu kommen droht, versucht sie eine Abkürzung durch ein Loch in einem Zaun auf der Rückseite zu nehmen. Jedoch bleibt sie bei dem Versuch stecken, wobei ihr allerdings Jun’ichi zu Hilfe kommt. Ab diesem Moment merkt sie, dass sie wohl doch früher oder später eine ihrer vielen abgebrochenen Diäten durchziehen sollte, was ihr aber nicht zu gelingen scheint, da sie sich einfach nicht überwinden kann, mit dem Essen aufzuhören. Jun’ichi unterstützt Rihoko jedoch immer wieder, ob Diät oder dem Teeklub, in dem sie Mitglied ist. Im Vergleich zu den anderen Arcs findet dieser jedoch nicht sein Ende an Heiligabend, sondern zur Sommerzeit am Schulfest. Jun’ichi ist nun ebenfalls ein Mitglied des Teeklubs und hilft Rihoko bei den Vorbereitungen. Hier schwört sie sich, dass sie ihm irgendwann ihre Liebe gesteht.
Dieser Arc ist der erste, in dem es kein romantisches Ende gibt, sondern die Entwicklungen relativ offengelassen werden.
Im sechsten Abschnitt geht es um seine Beziehung zur Klassensprecherin und Komiteevorsitzenden Tsukasa Ayatsuji (絢辻 詞, Ayatsuji Tsukasa). Er kommt eines Tages nach Schulschluss in sein Klassenzimmer und sieht das Notizheft von Tsukasa und erfährt, dass sie eine gespaltene Persönlichkeit hat. Als die beiden am nächsten Tag darauf zu sprechen kommen, ist Tsukasa zunächst sehr wütend, jedoch fangen sie an, sich zu treffen. Er hilft ihr auch immer wieder mit ihren Aufgaben als Komiteevorsitzende, wodurch sie Gefühle für Jun’ichi entwickelt. Er erkennt, dass auch er Gefühle für sie empfindet und möchte ihr seine Liebe dann auch gestehen. An Heiligabend auf dem Kulturfest gestehen sie sich ihre Liebe unter dem Weihnachtsbaum.
Der siebte Arc ist lediglich eine einzelne Folge. Diese handelt von Risa Kamizaki (上崎 裡沙, Kamizaki Risa) die schon seit 2 Jahren in Jun’ichi verliebt ist. Sie bittet ihn, mit ihr auszugehen. Er ist einverstanden und sie treffen sich immer heimlich in einer Abstellkammer, da sie nicht möchte, dass jemand von ihrer Beziehung weiß. Risa hatte den anderen Mädchen erzählt, er hätte bereits eine Freundin, und zeigte ihnen ein bearbeitetes Foto. Nach einiger Zeit trifft er das Mädchen, das ihn vor 2 Jahren sitzen hat lassen. Da erfährt er, dass jemand ihr gesagt hat, dass er beim Kino auf sie wartete. Dieses Mädchen war Risa, was sie ihm am darauf folgenden Tag erzählte und sie beichtet auch, dass sie die Beziehung der anderen manipuliert hat. Sie versucht mit ihm Schluss zu machen, doch Jun’ichi vergibt ihr und sagt, dass das okay sei, da er sie lieben würde. Risa entschuldigte sich dann später bei den anderen Mädchen dafür.

## Entstehung und Veröffentlichungen
Entwickelt wurde das Spiel vom japanischen Spielentwickler und Publisher Enterbrain. Zielplattform des am 19. März 2009 veröffentlichten Spiels war dabei die PlayStation 2.

## Anime
Aufbauend auf dem Computerspiel entstand unter der Regie von Yoshimasa Hiraike die Anime-Fernsehserie Amagami SS, die von AIC produziert wurde. Das Drehbuch zur Serie schrieben Noboru Kimura und Tōko Machida. Die Ausstrahlung der Serie fand vom 2. Juli bis 24. Dezember 2010 nach Mitternacht (und damit am vorherigen Fernsehtag) auf TBS statt. Die Sender BS-i, CBC, MBS begannen innerhalb 1–2 Wochen ebenfalls mit der Ausstrahlung.
Auf der DVD- und BluRay-Veröffentlichung fand sich neben den 25 im Fernsehen ausgestrahlten Folge noch eine 26.
Vom 6. Januar bis 30. März 2012 folgte die zweite Staffel Amagami SS+ plus, wobei die Regie von Tomoki Kobayashi übernommen wurde.

### Vor- und Abspann
Der Vorspann der 1. Staffel stellt, wie auch das Spiel, eine Reihe verschiedener Mädchen vor und war mit einer Kurzfassung des Titels i Love von azusa unterlegt, der am 19. Juli 2010 auf der gleichnamigen Single veröffentlicht wurde. Seit der 14. Folge wurde ein anderer Vorspann verwendet, der durch den Titel Kimi no Mama de (君のままで) begleitet wurde, der ebenfalls von azusa interpretiert wurde. Für die 2. Staffel wurde Check my soul von azusa verwendet.
Die Musik des Abspanns wechselte entsprechend der Handlungsabschnitte der einzelnen weiblichen Hauptfiguren und wurde jeweils von der zugehörigen Sprecherin gesungen. Dies waren für die 1. Staffel:
- Kimi no Hitomi ni Koi Shiteru (キミの瞳に恋してる, Folgen 1–4, als Single am 19. Juli 2010 veröffentlicht) von Shizuka Itō
- Kitto Ashita wa… (きっと明日は…, Folgen 5–8, als Single am 18. August 2010 veröffentlicht) von Rina Satō
- Anata Shika Mienai (あなたしか見えない, Folgen 9–12, als Single am 15. September 2010) von Hiromi Konno
- Koi wa Mizu-iro (恋はみずいろ, Folgen 13–16, als Single am 20. Oktober 2010) von Yukana
- Koi wa Aserazu (恋はあせらず, Folgen 17–20, als Single am 17. November 2010) von Ryōko Shintani
- Nageki no Tenshi (嘆きの天使, Folgen 21–24, als Single am 15. Dezember 2010) von Kaori Nazuka
- Koi no Yukue (恋のゆくえ, Folge 25, als Single am 19. Januar 2011) von Mai Kadowaki
- Suteki na Aru Hi (素敵なある日, Folge 26, als Single am 19. Januar 2011) von Kana Asumi

Die 2. Staffel verwendete als Abspann Kokuhaku (告白) von azusa, das am 8. Februar 2012 als Single erschien.

## Synchronisation
Innerhalb des Spiels wurden die gleichen Sprecher verwendet wie auch in der darauf folgenden Adaption als Anime-Fernsehserie.
| Rolle              | japanischer Sprecher (Seiyū) |
| ------------------ | ---------------------------- |
| Jun’ichi Tachibana | Tomoaki Maeno                |
| Haruka Morishima   | Shizuka Itō                  |
| Kaoru Tanamachi    | Rina Satō                    |
| Rihoko Sakurai     | Ryōko Shintani               |
| Sae Nakata         | Hiromi Konno                 |
| Ai Nanasaki        | Yukana                       |